# Liste der Kulturdenkmale der Döllnitzbahn
Die Liste der Kulturdenkmale der Döllnitzbahn enthält die Kulturdenkmale der Schmalspurbahn Oschatz–Mügeln–Döbeln im heute noch betriebenen Abschnitt von Oschatz bis Mügeln, die in der Denkmalliste des Freistaates Sachsen unter der ID-Nr. 09305782 als Sachgesamtheit ausgewiesen sind. 
Diese Sachgesamtheit besteht aus Sachgesamtheitsbestandteilen und Einzeldenkmalen, die in den einzelnen Ortsteilen der Gemeinden Oschatz, Naundorf und Mügeln im Landkreis Nordsachsen zu finden sind, siehe Denkmallisten der entsprechenden Gemeinden. 
Die Anmerkungen sind zu beachten.
Diese Liste ist eine Teilliste der Liste der technischen Denkmale im Landkreis Nordsachsen. 

Diese Liste ist eine Teilliste der Liste der technischen Denkmale in Sachsen.

## Legende
- Bild: Bild des Kulturdenkmals, ggf. zusätzlich mit einem Link zu weiteren Fotos des Kulturdenkmals im Medienarchiv Wikimedia Commons. Wenn man auf das Kamerasymbol klickt, können Fotos zu Kulturdenkmalen aus dieser Liste hochgeladen werden:
- Bezeichnung: Denkmalgeschützte Objekte und ggf. Bauwerksname des Kulturdenkmals
- Lage: Straßenname und Hausnummer oder Flurstücknummer des Kulturdenkmals. Die Grundsortierung der Liste erfolgt nach dieser Adresse. Der Link (Karte) führt zu verschiedenen Kartendiensten mit der Position des Kulturdenkmals. Fehlt dieser Link, wurden die Koordinaten noch nicht eingetragen. Sind diese bekannt, können sie über ein Tool mit einer Kartenansicht einfach nachgetragen werden. In dieser Kartenansicht sind Kulturdenkmale ohne Koordinaten mit einem roten bzw. orangen Marker dargestellt und können durch Verschieben auf die richtige Position in der Karte mit Koordinaten versehen werden. Kulturdenkmale ohne Bild sind an einem blauen bzw. roten Marker erkennbar.
- Datierung: Baubeginn, Fertigstellung, Datum der Erstnennung oder grobe zeitliche Einordnung entsprechend des Eintrags in der sächsischen Denkmaldatenbank
- Beschreibung: Kurzcharakteristik des Kulturdenkmals entsprechend des Eintrags in der sächsischen Denkmaldatenbank, ggf. ergänzt durch die dort nur selten veröffentlichten Erfassungstexte oder zusätzliche Informationen
- ID: Vom Landesamt für Denkmalpflege Sachsen vergebene, das Kulturdenkmal eindeutig identifizierende Objekt-Nummer. Der Link führt zum PDF-Denkmaldokument des Landesamtes für Denkmalpflege Sachsen. Bei ehemaligen Kulturdenkmalen können die Objektnummern unbekannt sein und deshalb fehlen bzw. die Links von aus der Datenbank entfernten Objektnummern ins Leere führen. Ein ggf. vorhandenes Icon  führt zu den Angaben des Kulturdenkmals bei Wikidata.

## Schmalspurbahn Oschatz–Mügeln
Diese Liste enthält alle Sachgesamtheitsbestandteile und Einzeldenkmale, die denkmalpflegerisch zur Sachgesamtheit dieser Eisenbahnstrecke gehören. Die historische Bedeutung der Einzeldenkmale dieser Strecke ergibt sich aus dem Denkmaltext des Landesamts für Denkmalpflege Sachsen: „Schmalspurbahn Oschatz-Mügeln mit Eisenbahn-Gebäuden, zwei Eisenbahnbrücken sowie der Strecke in den Orten Oschatz und Mügeln mit verkehrshistorischer und technikgeschichtlicher Bedeutung“. Die Liste ist entsprechend der örtlichen Lage an der Strecke von Oschatz nach Mügeln gegliedert.
| Bild                                    | Bezeichnung                                                                | Lage                                                  | Datierung                 | Beschreibung | ID       |
| --------------------------------------- | -------------------------------------------------------------------------- | ----------------------------------------------------- | ------------------------- | --- | -------- |
| Weitere Bilder                          | Sachgesamtheit Döllnitzbahn mit zahlreichen Einzeldenkmalen                | Oschatz, Bahnhofsplatz 1 (Karte)                      | 1884–1885 (Bahnstrecke)   | Sachgesamtheit Döllnitzbahn, mit folgenden Einzeldenkmalen: Haltepunkt der Schmalspurbahn, einschl. Bahnsteigüberdachung am Bahnhof Oschatz, Lokschuppen sowie zwei Eisenbahnbrücken über die Döllnitz im Bereich Brückenstraße und im Bereich Am Brühl (Einzeldenkmale ID-Nr. 08973794), sowie Bahnhof Oschatz Süd (Einzeldenkmal ID-Nr. 08973791) und Haltepunkt Körnerstraße (Einzeldenkmal ID-Nr. 08973795), weiterhin mit folgendem Sachgesamtheitsteil: Strecke der Schmalspurbahn von Bahnhof Oschatz Süd bis westlich Ende Bahnhof Oschatz (mit Stützmauer im Bereich der Döllnitz an der Dresdener Straße), und den gemeindeübergreifenden Teil der Schmalspurbahn in Mügeln, OT Mügeln (Sachgesamtheitsbestandteil ID-Nr. 09305783) – Objekt mit verkehrshistorischer und technikgeschichtlicher Bedeutung. Stützmauer im Bereich der Döllnitz: Mauerwerk aus Werkstein, Sandsteinabdeckung, schlichte Bahnsteigüberdachung am Bahnhof Oschatz, einfache Nietenbrücke über die Döllnitz. | 09305782 |
| Weitere Bilder                          | Haltepunkt Oschatz (Einzeldenkmale zu ID-Nr. 09305782)                     | Oschatz, Bahnhofsplatz 1 (Karte)                      | um 1885                   | Einzeldenkmale der Sachgesamtheit Döllnitzbahn: Haltepunkt der Schmalspurbahn, einschließlich Bahnsteigüberdachung am Bahnhof Oschatz, Lokschuppen sowie zwei Eisenbahnbrücken über die Döllnitz (im Bereich Brückenstraße und im Bereich Am Brühl) – Objekt mit verkehrshistorischer und technikgeschichtlicher Bedeutung. Stützmauer im Bereich der Döllnitz: Mauerwerk aus Werkstein, Sandsteinabdeckung, schlichte Bahnsteigüberdachung am Bahnhof Oschatz, einfache Nietenbrücke über Döllnitz. | 08973794 |
|                                         | Haltepunkt Körnerstraße (Einzeldenkmal zu ID-Nr. 09305782)                 | Oschatz, Theodor-Körner-Str. (Karte)                  | um 1930                   | Einzeldenkmal der Sachgesamtheit Döllnitzbahn: Haltepunkt einer Schmalspurbahn als gut erhaltener Haltepunkt der Schmalspurbahn von ortshistorischer und verkehrsgeschichtlicher Bedeutung. Kleiner massiver Bau mit Ziegelsockel, Vordach auf Stützen mit quadratischem Grundriss, Walmdach mit Biberschwanzdeckung. | 08973795 |
|                                         | Südbahnhof Oschatz (Einzeldenkmal zu ID-Nr. 09305782)                      | Oschatz, Freiherr-vom-Stein-Promenade 1 (Karte)       | um 1885, später überformt | Einzeldenkmal der Sachgesamtheit Döllnitzbahn: Bahnhof der Schmalspurbahn von eisenbahngeschichtlicher und ortsgeschichtlicher Bedeutung. Bahnhof: zweigeschossiger Bau, Erdgeschoss massiv, Kratzputz, Obergeschoss verbrettert, originale Eingangstür, Gebäude im Schweizer Stil, Fenster denkmalgerecht erneuert. | 08973791 |
| Weitere Bilder                          | Sachgesamtheitsbestandteil der Sachgesamtheit Döllnitzbahn in Naundorf     | Naundorf (Sachsen) (Karte)                            | 1884–1885 (Bahnstrecke)   | Sachgesamtheitsbestandteil der Sachgesamtheit Döllnitzbahn mit folgendem Sachgesamtheitsteil: Strecke der Schmalspurbahn (Sachgesamtheit ID-Nr. 09305782) – eisenbahngeschichtlich und technikgeschichtlich von Bedeutung. | 09305791 |
|                                         | Sachgesamtheitsbestandteil der Sachgesamtheit Döllnitzbahn in Schweta      | Schweta, OT von Mügeln (Karte)                        | 1884–1885 (Bahnstrecke)   | Sachgesamtheitsbestandteil der Sachgesamtheit Döllnitzbahn mit folgendem Sachgesamtheitsteil: Strecke der Schmalspurbahn (Sachgesamtheit ID-Nr. 09305782) – eisenbahngeschichtlich und technikgeschichtlich von Bedeutung. | 09305792 |
| Direkt Bild zu diesem Denkmal hochladen | Sachgesamtheitsbestandteil der Sachgesamtheit Döllnitzbahn in Niedergoseln | Niedergoseln, OT von Mügeln, Oschatzer Straße (Karte) | 1884–1885 (Bahnstrecke)   | Sachgesamtheitsbestandteil der Sachgesamtheit Döllnitzbahn in Niedergoseln, mit folgendem Einzeldenkmal: Empfangsgebäude des Bahnhofs Mügeln (Einzeldenkmal ID-Nr. 08965720), mit folgendem Sachgesamtheitsteil: Strecke der Schmalspurbahn (Sachgesamtheit ID-Nr. 09305782) – alter Bahnhof der Schmalspurbahn Wilder Robert, singuläre Stellung, eisenbahngeschichtlich und technikgeschichtlich von Bedeutung. Zweigeschossiger Putzbau, Bruchsteinsockel, Walmdach mit Dachhecht, Gurtgesims, Putznutung, Seitenrisalit mit Krüppelwalmdach, originale Haustür, eingeschossiger Seitenflügel, Gliederung durch Zwillingsfenster. | 09305783 |
| Weitere Bilder                          | Sachgesamtheitsbestandteil der Sachgesamtheit Döllnitzbahn in Mügeln       | Mügeln, Bahnhofstraße 2 (Karte)                       | 1884–1885 (Bahnstrecke)   | Sachgesamtheitsbestandteil der Sachgesamtheit Döllnitzbahn, mit folgendem Einzeldenkmal: Empfangsgebäude eines Bahnhofs (Einzeldenkmal ID-Nr. 08965720), mit folgendem Sachgesamtheitsteil: Strecke der Schmalspurbahn (Sachgesamtheit ID-Nr. 09305782) – alter Bahnhof der Schmalspurbahn Wilder Robert – singuläre Stellung, eisenbahngeschichtlich und technikgeschichtlich von Bedeutung. Zweigeschossiger Putzbau, Bruchsteinsockel, Walmdach mit Dachhecht, Gurtgesims, Putznutung, Seitenrisalit mit Krüppelwalmdach, originale Haustür, eingeschossiger Seitenflügel, Gliederung durch Zwillingsfenster. | 09305783 |
| Weitere Bilder                          | Bahnhof Mügeln (Einzeldenkmal zu ID-Nr. 09305783)                          | Mügeln, Bahnhofstraße 2 (Karte)                       | 1884                      | Einzeldenkmal der Sachgesamtheit Döllnitzbahn: Empfangsgebäude eines alten Bahnhofs der Schmalspurbahn Wilder Robert – singuläre Stellung, eisenbahngeschichtlich und technikgeschichtlich von Bedeutung. Zweigeschossiger Putzbau, Bruchsteinsockel, Gurtgesims, Putznutung, Seitenrisalit mit Krüppelwalmdach, originale Haustür, eingeschossiger Seitenflügel, Gliederung durch Zwillingsfenster, Walmdach mit Dachhecht. | 08965720 |